# Patrick Roy (écrivain)
Pour les articles homonymes, voir Roy et Patrick Roy.
Patrick Roy, né à Danville, dans l'Estrie, le 14 mars 1977, est un romancier et poète québécois.

## Biographie
Titulaire d'un mémoire portant sur Alain Bashung (2008) et d'un doctorat en littérature sur l'œuvre de Michel Houellebecq de l'Université Laval, Patrick Roy est un romancier et poète québécois,.
Il habite une quinzaine d'années à Québec puis déménage à Montréal en 2012, où il est réviseur dans une agence de communication-marketing.
Comme romancier, il publie La ballade de Nicolas Jones (Le Quartanier, 2010), Les singes de Gandhi (Le Quartanier, 2013) ainsi que L'homme qui a vu l'ours (Le Quartanier, 2015),,. En poésie, il fait paraître Pompéi (Le Quartanier, 2020),.
Finaliste au Prix Senghor (2011), Patrick Roy est également finaliste au Prix des libraires du Québec (2011), au Prix de poésie de Radio-Canada (2020) ainsi qu'au Prix du Gouverneur général (2021),,.

### Romans
- La ballade de Nicolas Jones, Montréal, Le Quartanier, 2010, 220 p. (ISBN 9782923400723, 9782923400723 et 9782896980611)
- Les singes de Gandhi, Montréal, Le Quartanier, 2013, 68 p. (ISBN 9782896981373)
- L'homme qui a vu l'ours, Montréal, Le Quartanier, 2015, 459 p. (ISBN 9782896981564)

### Poésie
- Pompéi, Montréal, Le Quartanier, 2020, 103 p. (ISBN 9782896985005)

## Prix et honneurs
- 2011 - Finaliste : Prix Senghor (pour La ballade de Nicolas Jones)
- 2011 - Finaliste : Prix des libraires du Québec (pour La ballade de Nicolas Jones)[7]
- 2020 - Finaliste : Prix de poésie de Radio-Canada (pour Jane malgré les masques à gaz)[8]
- 2021 - Finaliste  Prix du Gouverneur général : poésie de langue française (pour Pompéi)[9]